# In My Lifetime, Vol. 1
In My Lifetime, Vol. 1 — второй студийный альбом американского рэпера Джей-Зи (Jay-Z), выпущенный 4 ноября 1997 года на лейбле Roc-A-Fella Records. Альбом дебютировал на третьем месте в Billboard 200 и получил платиновую сертификацию от Американской ассоциации звукозаписывающих компаний.

## Об альбоме
На альбоме присутствуют гостевые исполнители: Foxy Brown, Babyface, Blackstreet, Teddy Riley, Too Short, Лил Ким и Пафф Дэдди. Продюсеры предыдущего альбома Джей-Зи Reasonable Doubt, DJ Premier и Ski внесли небольшой вклад и в этот альбом, спродюсировав по две песни, большинство же композиций было написано продюсерами с лейбла Bad Boy Records.
За первую неделю было продано 138.000 копий, и в конечном итоге стал платиновым.

## Список композиций
| №   | Название                                                      | Продюсер(ы)              | Длительность |
| --- | ------------------------------------------------------------- | ------------------------ | ------------ |
| 1.  | «Intro: A Million and One Questions/Rhyme No More»            | DJ Premier               | 3:21         |
| 2.  | «The City Is Mine» (при участии Blackstreet)                  | Teddy Riley, Chad Hugo   | 4:02         |
| 3.  | «I Know What Girls Like» (при участии Lil' Kim и Puff Daddy)  | Puff Daddy, Ron Lawrence | 4:50         |
| 4.  | «Imaginary Player»                                            | Daven Vanderpool         | 3:57         |
| 5.  | «Streets Is Watching»                                         | Ski                      | 3:58         |
| 6.  | «Friend or Foe '98»                                           | DJ Premier               | 2:09         |
| 7.  | «Lucky Me»                                                    | Stevie J, Buckwild       | 4:59         |
| 8.  | «(Always Be My) Sunshine» (при участии Foxy Brown и Babyface) | Daven Vanderpool         | 4:43         |
| 9.  | «Who You Wit II»                                              | Ski                      | 4:29         |
| 10. | «Face Off» (при участии Sauce Money)                          | Trackmasters             | 3:31         |
| 11. | «Real Niggaz» (при участии Too Short)                         | Anthony Dent             | 5:07         |
| 12. | «Rap Game/Crack Game»                                         | Big Jaz                  | 2:40         |
| 13. | «Where I'm From»                                              | D-Dot, Ron Lawrence      | 4:26         |
| 14. | «You Must Love Me» (при участии Kelly Price)                  | Nashiem Myrick           | 5:47         |